# A Railway Collision
A Railway Collision – brytyjski krótkometrażowy film z 1900 roku.

## Fabuła
Pociąg jedzie w górach w stronę tunelu. Zatrzymuje się jednak przed nim i poczyna się wycofywać. Po chwili z tegoż tunelu wyjeżdża inny pociąg i dochodzi do zderzenia, w wyniku którego pierwszy pociąg spada w przepaść.